# Earl Mountbatten av Burma
Earl Mountbatten av Burma är en brittisk adelstitel med earls rang. Dess stamfar är amiralen Louis Mountbatten som upphöjdes till earl av kung Georg VI den 28 oktober 1947. Adelsbrevet innehåller ett särskilt undantag så att Louis Mounbattens döttrar kan ärva earldömet. Vad gäller deras avkommor är det dock bara män som har arvsrätt. Earldömet inkluderar även titlarna vicomte Mountbatten av Burma, baron Romsey, baron Brabourne och baronet 'av Mersham Hatch'. Den senare barontiteln används som artighetstitel åt earlens äldsta son.
Den nuvarande innehavaren är sedan 2017 Norton Knatchbull, 3:e earl Mountbatten av Burma, dotterson till Louis Mountbatten. Den förväntade efterträdaren är dennes son Nicholas Knatchbull, Lord Brabourne (född 1981).

## Lista över earlar Mountbatten av Burma
- Louis Mountbatten, 1:e earl Mountbatten av Burma, 1:e viscomte Mountbatten av Burma, 1:e baron Romsey.
- Patricia Knatchbull, 2:a grevinna Mountbatten av Burma, 2:a vicomtesse Mountbatten av Burma, 1:e baronessa Romsey, lady Brabourne.
- Norton Knatchbull, 3:e earl Mountbatten av Burma, 3:e viscomte Mountbatten av Burma, 8:e baron Brabourne, 3:e baron Romsey, 17:e Knatchbull baronet av Mersham Hatch.